# Święte księgi
Święte księgi – pisma uznawane za źródła prawd religijnych przez pewne religie. Są zwykle napisane przez proroków danej religii lub ich uczniów. Często są uważane za podyktowane przez wyższe istoty.

## Buddyzm
Buddyzm nie jest religią „księgi” – przez długi czas nauki buddyzmu były przekazywane ustnie. Dopiero po jakimś czasie je spisano, ale księgi te nie są przedmiotem takiego kultu jak to znamy w judaizmie, chrześcijaństwie czy też islamie. Częściej traktuje się je jako „instrukcje” do praktyki. Jako że buddyzm nie jest jednolitą religią – ma wiele szkół i tradycji, tak też posiada wiele różnych „świętych ksiąg”. Niektóre teksty w buddyjskich świętych księgach są wspólne dla wszystkich lub poszczególnych tradycji. Jednak w większości różnią się one bardzo od siebie treścią, językiem i organizacją.
Tradycja buddyzmu, sięgając do wczesnobuddyjskich szkół, wytworzyła pewne podziały sutr buddyjskich. Uznawane są one we wszystkich tradycjach.
Ze względu na sposób przekazania nauk, wyróżnia się trzy rodzaje nauk (buddhavacana):
- nauki, które zostały wypowiedziane przez samego Buddę Śakjamuniego (jego ustami) (kanthokvacana, mukhatevadacana),
- nauki, których udzielono za pozwoleniem Buddy (anujnavacana),
- nauki, których udzielono przez moc jego błogosławieństwa (adhisthanavacana)

Inny podział obejmuje 12 kategorii spisanych nauk buddyjskich (tzw. dvadaśa dharmapravacana):
- zbiory rozmów (sutra)
- sutry łączące w sobie prozę i wiersze (geya)
- wyjaśnienia, odpowiedni na pytania oraz przepowiednie na temat przyszłości uczniów Buddy Śakjamuniego (vyakarana)
- nauki wierszowane (gatha)
- nauki oparte na szczególnie silnych emocjach, zapisane głównie w formie metrycznej (udana)
- tak zwane nauki wprowadzające (niddana)
- porównania (avadana)
- powiedzenia (itivrittaka)
- opowieści o poprzednich inkarnacjach Buddy (jataka)
- obszerne nauki spisane (vaipulya)
- sutry, które opisują wydarzenia o charakterze cudownym czy zdumiewającym (adbhutadharma)
- nauki ostateczne lub finalne (upaseśa).

### BuddyzmTheravada
Zbiór świętych ksiąg określany jest mianem Tipitaka, czyli Trójkosz lub Trzy Kosze. Tradycja podaje iż teksty w nim zawarte zostały zebrane na I soborze buddyjskim w Rajagriha ok. roku 486 p.n.e. tam to zebrano ustne nauki Buddy zapamiętane przez jego uczniów. Początkowo były przekazywane ustnie aż do 100 roku gdy to na Sri Lance król Vattagamani każe go spisać. Tipitaka jest spisana w języku pali.
Obecnie Tipitaka składa się z:
- Vinaya Pitaka – zbiór klasztornej dyscypliny
- Sutta Pitaka – zbiór sutt, czyli tekstów-mów Buddy
- Abhidhamma Pitaka – zbiór tekstów dotyczących wyższej nauki

W skład Tipitaki wchodzą także teksty pozakanoniczne w zależności od kraju:
- Birma – Milindapañha (Pytania Króla Milindy)
- Tajlandia – Nettippakarana (Komentarze) i Petakopadesa (Instrukcje Dotyczące Tipitaki)

Za święte uznawane są także teksty nie wchodzące w skład Tipitaki i napisane znacznie później, jednak Tipitaki dotyczące. Są to:
- Komentarze
  - Samantapasadika (Buddhaghosa; IV wiek)
  - Sumangalavilasini (Buddhaghosa; IV wiek)
  - Papañcasudani (Buddhaghosa; V wiek)
  - Saratthappakasini (Buddhaghosa; V wiek)
  - Manorathapurani (Buddhaghosa; V wiek)
  - Paramatthajotika (I) (Buddhaghosa; V wiek)
  - Dhammapada-atthakatha (Buddhaghosa; V wiek)
  - Paramatthadipani (I) / Udana-atthakatha(Dhammapala; VI wiek)
  - Paramatthadipani (II) / Itivuttaka-atthakatha (Dhammapala; VI wiek)
  - Paramatthajotika (II) / Suttanipata-atthakatha (Buddhaghosa; V wiek)
  - Paramatthadipani (III) / Vimanavatthu-atthakatha (Dhammapala; VI wiek)
  - Paramatthadipani (IV) / Petavatthu-atthakatha (Dhammapala; VI wiek)
  - Paramatthadipani (V) / Theragatha-atthakatha (Dhammapala; VI wiek)
  - Paramatthadipani (VI) / Therigatha-atthakatha (Dhammapala; VI)
  - Jatakatthavannana / Jataka-atthakatha (Buddhaghosa; V wiek)
  - Sadhammapajotika (Upasena; V wiek)
  - Sadhammappakasini (Mahanama; VI wiek)
  - Visuddhajanavilasini (autor nieznany)
  - Madhuratthavilasini (Buddhadatta; V)
  - Paramatthadipani (VII) / Cariyapitaka-atthakatha (Dhammapala; VI)
- Subkomentarze
  - Vajirabuddhi-tika (Vajirabuddhi; XI-XII wiek)
  - Saratthadipani (Sariputta; XII wiek)
  - Vimativinodani (Mahakassapa z Coli; XII wiek)
  - Kankhavitarani (Buddhaghosa; V wiek)
  - Vinayatthamañjusa (Buddhanaga; XII wiek)
  - Dighanikaya-tika (Dhammapala; VI wiek)
  - Majjhimanikaya-tika (Dhammapala; VI wiek)
  - Samyuttanikaya-tika (Dhammapala; VI wiek)
  - Saratthamañjusa-tika (Sariputta; XII wiek)
- Quasi-kanoniczne teksty
  - Nettipakarana i Petakopadesa (Mahakaccayana?; około I wieku?)
  - Milindapañha (autor nieznany; początek I wieku n.e).
  - Paritta (twórca i data nieznane)
- Kroniki i historyczne sprawozdania:
  - Dipavamsa (autor nieznany; po IV wieku). „Kronika Wyspy”.
  - Mahavamsa (Mahanama; VI wiek). „Wielka Kronika”.
  - Culavamsa (różni autorzy). „Pomniejsza Kronika”.
  - Vamsatthappakasini (autor nieznany; VI wiek).
  - Mahabodhivamsa (Upatissa; XI wiek).
  - Thupavamsa (Vacissara; XII wiek).
  - Dathavamsa (Dhammakitti; XIII wiek).
  - Samantakutavannana (Vedehathera; XIII wiek). „Opis Szczytu Adama”.
  - Hatthavanagalla-viharavamsa (autor nieznany; XIII wiek).
  - Saddhammasangaha (Dhammakitti Mahasami; XIV wiek).
  - Cha-kesadhatuvamsa (nieznany birmański autor).
  - Gandhavamsa (nieznany birmański autor; XIX wiek?).
  - Sasanavamsa (Paññasamin; birmański; XIX wiek).
- Żywoty Buddy
  - Jinalankara (Buddharakkhita; XII wiek).
  - Anagata-vamsa (Mahakassapa z Coli; XII wiek?).
  - Jinacarita (Medhankara; XIII wiek).
  - Pajjamadhu (Buddhapiya Dipankara; XIII wiek).
  - Jinakalamali (Ratanapañña; XVI wiek).
- Podręczniki Abhidhammy
  - Abhidhammavatara (Buddhadatta; V wiek).
  - Ruparupavibhaga (Buddhadatta; V wiek). „Krótki podręcznik Abhidhammy”.
  - Saccasankhepa (Culla-Dhammapala; południowo hinduski; VII wiek). „Elementy Prawdy”. „Krótka rozprawa o Abhidhammie”.
  - Abhidhammatthasangaha (Anuruddha; X wiek?).
  - Namarupa-pariccheda (Anuruddha; X wiek?). „Wprowadzenie do studiów nad Abhidhammą,”
  - Paramatthavinicchaya (Anuruddha; X wiek?). „Tekst Abhidhammy”.
  - Khemappakarana (Namarupa-samasa) (Khema; X wiek). „Krótki podręcznik do Abhidhammy”.
  - Mohavicchedani (Mahakassapa z Coli; XII wiek).
  - Namacaradipaka (Chappata; birmański; XV wiek). „Praca nad Abhidhammą”.
- Przeróżne – niesklasyfikowane
  - Vimuttimagga (Upatissa; I wiek). „Ścieżka Wolności”.
  - Visuddhimagga (Buddhaghosa; V wiek). „Ścieżka Oczyszczenia”.
  - Vinayavinicchaya (Buddhadatta; V wiek.).
  - Uttaravinicchaya (Buddhadatta; V wiek).
  - Paramatthamañjusa (Dhammapala; VI wiek).
  - Khuddasikkha (Dhammasiri; po XI wieku)
  - Mulasikkha (Mahasamin; po XI wieku).
  - Sarasangaha (Siddhattha; XIII wiek). „Podręcznik Dhammy”
  - Sandesakatha i Sima-vivada-vinichaya-katha (obaj birmańscy autorzy nieznani; XIX wiek).
  - Pañcagatidipana (autor i data nieznane).
  - Saddhammopayana (autor i data nieznane).
  - Telakathagatha (autor i data nieznane). „Wersy Oliwnego Kotła”.

Jakkolwiek wiele jest w buddyzmie theravada tekstów uznanych za święte to jednak Tipitaka (Kanon Palijski) jest uznawany za rdzeń.

### BuddyzmMahajana
W skład świętych tekstów buddyzmu mahajany wchodzą liczne sutry mahajany . W odróżnieniu od tekstów Kanonu Palijskiego są spisane w sanskrycie. Najważniejszymi sutrami mahajany są sutry Pradżniaparamity(Doskonałości Mądrości). Jest ich wiele wersji. Najbardziej znana z nich to Sutra Serca (Hridaja Sutra). Sutry Pradżniaparamity to sutry tzw. II Obrotu Kołem Dharmy. Są też sutry III Obrotu Kołem Dharmy, np. Śrimala Devi Sutra czy Lankavatara Sutra.
Oprócz sutr duże znaczenie dla wyznawców mahajany mają siastry (komentarze do sutr). Najważniejsze z siastr to: Mulamadhajamakakarika Nagardżuny i Mahjanauttaratantra siastra Maitrei.
Ważnym tekstem jest także Bodhisatwaczariawatara Śiantidevy.

### Buddyzm tybetański
Buddyzm tybetański za święte uznaje wszystkie teksty z Kanonu Palijskiego, a także sutry i siastry mahajany i teksty tantryczne.
Tybetańczycy stworzyli także ogromny zbiór komentarzy do sutr i siastr, a także rozliczne teksty zawierające opisy praktyk. Każdy z tekstów zawierających odniesienia do Buddy, Dharmy i Sanghi jest traktowany jako święty.
Kanon świętych tekstów został skompilowany przez Butona (1290-1364), który podzielił go na dwa zbiory: Kandziur (bka'-'gyur) i Tendziur (bstan-'gyur). Kandziur obejmuje winaję, sutry i tantry. Tendziur zawiera komenatrze, traktaty, prace dotyczące gramatyki, astrologii i medycyny.
Jednym z bardziej znanych tekstów stworzonych przez Tybetańczyków jest *bar-do t’os-grol – (tzw. Tybetańska Księga Umarłych) – święta księga buddyzmu tybetańskiego – zbiór rytuałów, które się sprawuje nad umierającym. Jej autorem ma być sam Padmasambhava, który zaszczepił buddyzm w Tybecie. Księga została odkryta w XIV wieku.

## Chrześcijaństwo
Chrześcijaństwo uznaje świętość Starego Testamentu. Początkowo opowiadając się raczej za jego szerszą, grecką wersją (Septuaginta) i przyjmując za natchnione niektóre z odrzuconych przez rabinów księgi (w literaturze katolickiej nazywane są one księgami deuterokanonicznymi lub wtórnokanonicznymi; w literaturze protestanckiej – apokryfami). Były to Księgi: Tobiasza, Judyty, Barucha, Mądrości, Mądrość Syracha oraz dwie Księgi Machabejskie, a także dodatki do Księgi Estery, Daniela i tzw. List Jeremiasza (dołączony do Księgi Barucha). Ostateczny, obowiązujący dla katolicyzmu kanon ogłosił dopiero Sobór Trydencki w 1546 r. Wcześniej Marcin Luter opowiedział się za przyjęciem kanonu hebrajskiego. Stąd też Stary Testament w układzie katolickim i protestanckim różni się liczbą ksiąg. Także część teologów prawosławnych opowiada się za kanonem hebrajskim. Natomiast Kościoły ormiański, koptyjski, syryjski i etiopski uznają kanon przyjęty przez katolicyzm rozszerzając go ponadto o kilka ksiąg apokryficznych.
Poza Starym Testamentem chrześcijaństwo uznaje świętość Nowego Testamentu. Jest to zbiór 27 ksiąg, których kanoniczność uznaje całe chrześcijaństwo (pomimo początkowych wątpliwości Marcina Lutra względem Listu do Hebrajczyków, Listów Jakuba i Judy oraz Apokalipsy). W skład Nowego Testamentu wchodzą napisane w języku greckim (mówi się też o pierwotnej redakcji Ewangelii Mateusza w języku aramejskim) i zredagowane ostatecznie w I i II w. cztery Ewangelie, Dzieje Apostolskie, Listy Pawła, Jakuba, Piotra, Jana i Judy oraz Apokalipsa. Kanon taki przyjęto do IV w.

### Katolicyzm
Sobór trydencki w sposób ostateczny zatwierdził kanon Kościoła katolickiego składający się z 46 ksiąg Starego Testamentu (lub 47 jeśli za odrębną księgę uznać List Jeremiasza, który w wydaniach katolickich stanowi 6 rozdział Księgi Barucha) oraz 27 ksiąg Nowego Testamentu. Sobór Trydencki zamknął też wszelkie dyskusje wewnątrz Kościoła na temat ich kanoniczności 8 kwietnia 1546 roku. Za kanon przyjęto te księgi, które znalazły się w Wulgacie.

### Prawosławie
Cerkiew prawosławna ma taki sam Nowy Testament jak cała reszta chrześcijaństwa, który składa się z 27 ksiąg. Jako obowiązującego tekstu Starego Testamentu używa Septuaginty, obejmującej 49 ksiąg. Niektóre z nich to tak zwane Księgi deuterokanoniczne. Księgi, o których mowa, to I (lub też III) Ezdrasza, Tobiasza, Judyty, I, II, III Machabejska, Mądrości Salomona, Mądrości Syracha (Eklezjastyk), Barucha, Modlitwa Manassesa, Psalm 151. Niektóre prawosławne wydania Pisma Świętego zawierają również IV Księgę Machabejską. Na soborach lokalnych w Jassach (1642) i w Jerozolimie (1672) zostały one uznane za „autentyczne części Pisma”, jednakże idąc za opinią Atanazego i Hieronima, większość współczesnych prawosławnych badaczy uważa, że choć są one częścią Biblii, Księgi deuterokanoniczne stoją na nieco niższym szczeblu niż pozostałe księgi Starego Testamentu.
Podstawą kanonu prawosławnego, w krajach które używają podczas nabożeństw języka cerkiewno-słowiańskiego, jest tłumaczenie Septuaginty dokonane przez Cyryla i Metodego. Na potrzeby przekładu Pisma Świętego stworzono alfabet (oparty na alfabecie greckim) zwany cyrylicą.
Cerkiew Prawosławna, jako jedna z nielicznych dużych denominacji chrześcijańskich, uznaje św. Pawła za autora Listu do Hebrajczyków. Przyjmuje też nieco odmienną kolejność ksiąg niż inne denominacje przesuwając Listy powszechne przed Listy apostoła Pawła (Ewangelie – Dzieje Apostolskie – Listy powszechne – Listy Apostoła Pawła – Apokalipsa).

### Protestantyzm
Kościoły protestanckie przyjęły żydowski kanon Starego Testamentu, a tym samym odrzucając niektóre księgi uznawane przez Kościół katolicki i prawosławny jako księgi deuterokanoniczne, zaliczając je do apokryfów. Początkowo niektórzy reformatorzy zastanawiali się nad kanonicznością niektórych ksiąg Nowego Testamentu (np. List Jakuba za sformułowanie wiara bez uczynków jest martwa), jednak żadnej z nich nigdy nie odrzucono i wszystkie Kościoły protestanckie mają identyczny kanon Nowego Testamentu, jak niemal cała reszta chrześcijaństwa.

### Świadkowie Jehowy
Świadkowie Jehowy uważają, że na kanon Biblii składa się 66 świętych ksiąg Starego i Nowego Testamentu (czyli Pism Hebrajskie oraz Chrześcijańskie Pisma Greckie; odrzucają księgi deuterokanoniczne, które uważają za apokryfy). Uważają również, że Biblia stanowi główne źródło informacji o Bogu Jehowie. Udziela odpowiedzi na pytania życiowe, życiowych rad i nadziei na przyszłość.

## Hinduizm
Święte księgi hinduizmu dzielą się na:
- Śruti (Objawienia) a wśród nich:
  - Wedy – olbrzymi zbiór różnorodnych tekstów zebranych w czterech księgach – sanhitach (zbiory): Rygweda, Samaweda, Jadźurweda, Atharwaweda
  - Brahmany – komentarze i interpretacje sporządzone do każdej sanhity. Zebrane prawdopodobnie około X-VIII w. p.n.e.
  - Aranjaki (Leśne księgi) – teksty nie przeznaczone do powszechnego obiegu. Dalszy ciąg komentarzy do Wed nawiązujący bezpośrednio do Brahmanów.
  - Upaniszady – rozprawy o treści filozoficznej, często o charakterze nauki tajemnej. W dużej mierze kontynuacja Aranjaków. Zebrane prawdopodobnie około VIII-VI w. p.n.e.
- Smryti (Tradycje):
  - Sutry (Wątki) – krótkie wypowiedzi na temat ofiar, obyczajów i zwyczajów. Sutry rozwinęły się w sastry, jedną z nich jest Manusmryti (Prawo Manu) – najważniejszy zbiór praw indyjskich z epoki klasycznej, spisany, według tradycji, przez Manu – człowieka uratowanego przez Wisznu z potopu.
  - Itihasy (Epopeje) – powstające przez kilka wieków począwszy od V-IV w. p.n.e.: – Mahabharata, Bhagawadgita, Ramajana
  - Purany (Stare opowieści) – teksty mitologiczne.

## Islam
Świętą księgą islamu jest Koran, uważany za podyktowany Mahometowi przez posłanego przez Boga archanioła Gabriela. Ostateczna redakcja Koranu dokonała się po śmierci Mahometa, kiedy spisano i ostatecznie ustalono brzmienie tekstów ułożonych w 114 sur. Muzułmanie wierzą, że Koran przedstawia dokładnie słowo w słowo przesłanie Boga.

## Judaizm
Święte księgi hebr. כתבי קודש Kitwej Kodesz. Judaizm uznaje przede wszystkim świętość Tory (Pięcioksięgu Mojżeszowego, gr. Pentateuch), którą wedle przekonań religijnych Żydzi dostali od samego Boga pod górą Synaj podczas ucieczki z Egiptu. Tora zawiera wszystkie wskazówki prawa niezbędne do wypełnienia Przymierza Izraela z Bogiem.
Dobre zrozumienie Tory wymaga jednak komentarzy, przypowieści i przykładów z historii Izraela. Stąd wysoka ranga nadawana innym, późniejszym księgom.:
- Nebiim (Prorocy) dzielona na „Proroków starszych” (Księgi: Jozuego, Sędziów, Samuela i Królewskie) i „Proroków młodszych”, a wśród nich (ze względu na objętość ksiąg) trzech Proroków „większych” (Izajasz, Jeremiasz, Ezechiel) i Dwunastu „mniejszych”.
- Ketubim (Pisma), a wśród nich trzy pisma poetyckie (Psalmy, Księga Hioba i Księga Przysłów), pięć zwojów (Księgi: Rut, Pieśń nad pieśniami, Koheleta, Lamentacje i Estery) oraz pozostałe (Księgi: Daniela, Kronik, Ezdrasza i Nehemiasza).

Oprócz tego dla judaizmu bardzo ważnym odniesieniem jest Talmud, który jest swoistym komentarzem do Tory. Talmud powstał przez zebranie przepisów i norm (hebr. halacha) oraz opowieści (hebr. haggada). Ukształtowany do III w. ne. zbiór to Miszna, której poszczególne traktaty zostały opatrzone obszernym komentarzem – Gemara. Istnieją dwie redakcje Gemary – jerozolimska (z końca IV w.) i babilońska (V-VIII w.).

## Sikhizm
Święta księga Sikhów to Adi Granth. Kolejne jego rozdziały były pisane w latach 1550–1730 przez kolejnych dziesięciu „Wielkich Guru”. Ostatni dziesiąty Guru obwieścił zakończenie pisania księgi uznając, że jest już ona doskonała. Adi Granth stała się od tego czasu ostatnim Guru Sikhów w sensie dosłownym. Sikhowie mają zwyczaj od tego czasu rozstrzygać spory religijne i osobiste zadając głośno pytanie księdze, a następnie otwierając Adi Granth na losowo wybranej stronie.

## Taoizm
Taoizm uznaje Daodejing (Księga Drogi i Cnoty), przypisywany Laozi, Zhuangzi, której autorem ma być Zhuang Zhou oraz Liezi.

## Zaratusztrianizm
Święta księga zaratusztrian to Awesta. Księga ta powstała w VI w. p.n.e., ale jej pierwotny tekst został zniszczony w czasach podbojów Aleksandra Wielkiego. Nowa redakcja powstała w I w. n.e. a ostatecznie zredagowano ją w IV w. Na zachowaną Awestę składają się:
Jasna z Gaty (najstarsza część przypisywana Zaratusztrze); Wisperad; Widewdat; Jaszty; Chorda Awesta (Mała Awesta) – zbiór modlitw przeznaczonych do odmawiania w różnych okolicznościach przez świeckich (powstał w IV w. n.e. w języku pazand).